# 오들라니에르 솔리스
오들라니에르 솔리스 폰테(스페인어: Odlanier Solís Fonte, 1980년 4월 5일~)는 쿠바의 권투 선수이다. 2004년 하계 올림픽 라이트헤비급에서 금메달을 획득했으며, 세계 선수권 대회에서 3회 우승을 달성했다.